# Mel Giedroyc

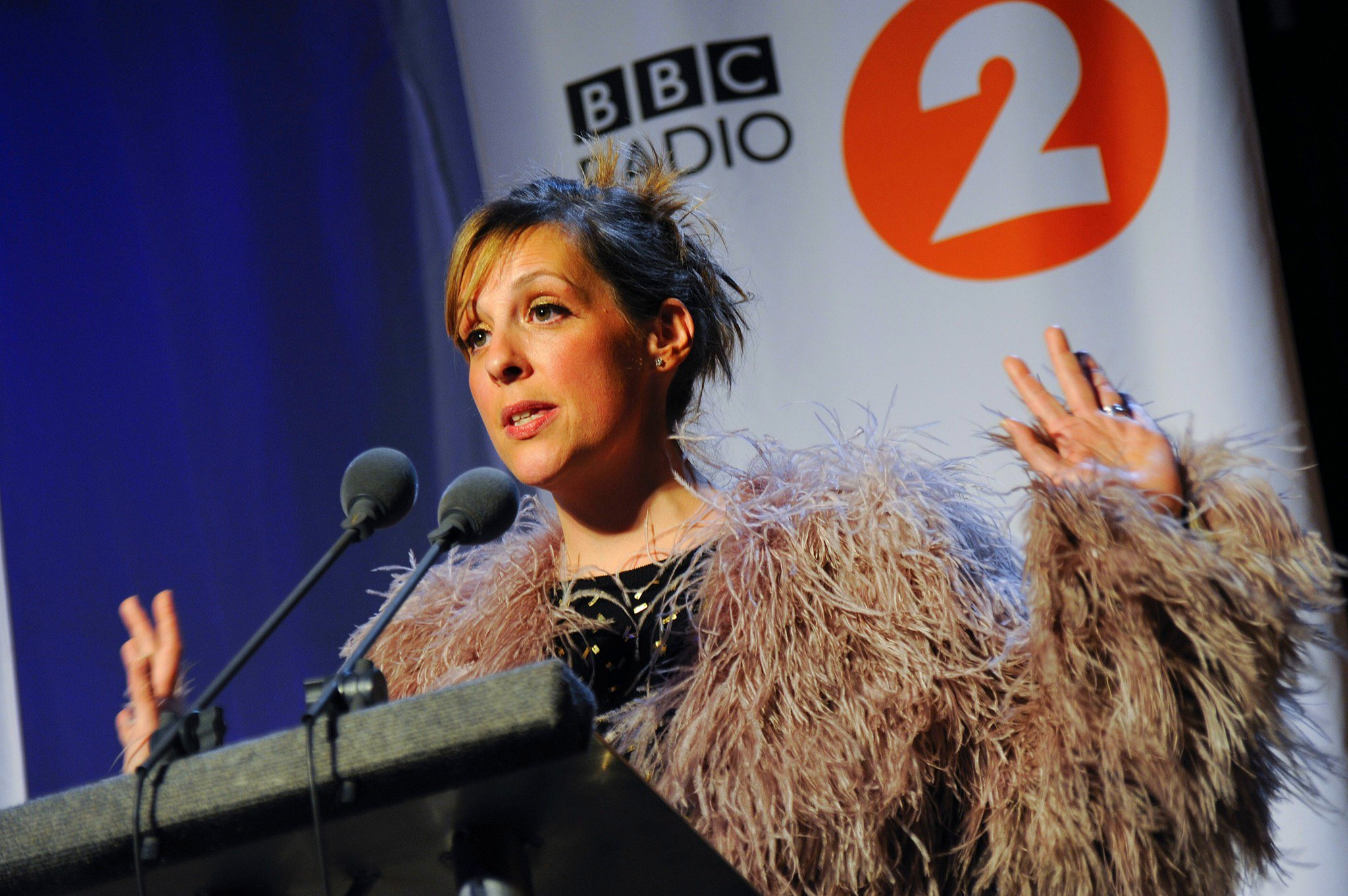
Mel Giedroyc (2009)

Melanie Clare Sophie Giedroyc (bekannt als Mel Giedroyc, * 5. Juni 1968 in Epsom, Surrey) ist eine britische Schauspielerin, Komikerin Hörfunk- und Fernsehmoderatorin. Zusammen mit Sue Perkins moderierte sie Serien wie Light Lunch für Channel 4, The Great British Bake Off für die BBC und die Talkshow Mel and Sue für ITV.

## Kindheit und Jugend
Giedroyc wurde am 5. Juni 1968 in Epsom geboren und wuchs in Leatherhead auf. Ihr Vater Michal war ein Flugzeugbauer, Bauingenieur und Familienhistoriker polnisch-litauischer Abstammung aus der aristokratischen Familie Giedroyć. Er zog 1947 nach Großbritannien und starb dort im Dezember 2017. Ihre Mutter, Rosemary Cumpston (geb. 1937), ist englischer Herkunft. Mel Giedroyc ist das jüngste von vier Kindern. Ihre ältere Schwester ist die Film- und Fernsehregisseurin Coky Giedroyc, ihre andere Schwester Kasia Giedroyc ist Kinderbuchautorin. Nach ihrem Umzug nach Oxford besuchte Giedroyc die unabhängige Oxford High School,später wechselte sie auf das Trinity College in Cambridge, das sie mit einem Grundstudiums-Abschluss in Französisch und Italienisch abschloss.

## Karriere

### Fernsehen
Giedroyc ist vor allem für ihre Comedy- und Moderationsarbeit mit Sue Perkins bekannt. Die beiden Frauen lernten sich während ihres Studiums an der Universität Cambridge kennen und waren Mitglieder des Comedy-Clubs Footlights. Beide standen 1993 beim Edinburgh Festival auf der Shortlist für den „Daily Express“ als beste Newcomer. Ihre ersten Rollen als Moderatorinnen führten sie durch die Mittagsshow Light Lunch (und die Vorabendversion Late Lunch) auf Channel 4.
Im Anschluss trat Giedroyc mit Perkins in einer Folge von Gimme Gimme Gimme auf und spielte dort eine Rezeptionistin in einem Hotel. Sie war auch Moderatorin bei RI:SE auf Channel 4. 2003 sprach sie als Erzählerin bei Celebrity Driving School. Zu ihren weiteren Projekten gehören die Teilnahme an der Staffel von The Games (2005), eine Co-Hauptrolle in der Sitcom Blessed (2005) auf BBC One und die Co-Moderatorin von Richard Hammond’s 5 O’Clock Show auf ITV. Sie war zudem in einer Folge von The Vicar of Dibley zu sehen.
Giedroyc war die sechste Schülerin, die aus der „Comic Relief Does Fame Academy“ gewählt wurde und saß 2007 zusammen mit John Barrowman in der Jury von Making Your Mind Up. Sie war eine der Moderatorinnen der Show Eurobeat: Almost Eurovision! beim Edinburgh Festival Fringe und anschließend im West End im Novello Theatre. Im Dezember 2007 spielte sie die Fee Liquid in einer Produktion von Hans und die Bohnenranke im Londoner Barbican Theatre. Sie trat in der BBC-Kinder-Sketchshow Sorry, I've Got No Head auf und war im Jahr 2010 prominenter Gastkapitän bei What Do Kids Know?auf Watch und trat auch in der ersten Folge der zweiten Staffel der Sitcom Miranda als Lebensberaterin auf.
2007, 2008 und im Februar 2010 war Giedroyc Diskussionsteilnehmerin der Channel 5-Sendung The Wright Stuff. Sie spielt Mrs. V, die Besitzerin des Cafés Y, in der CBBC-Sendung Sadie J und ist außerdem die Stimme von Mist in Mist: Sheepdog Tales, die in der Morgensendung Milkshake! auf Channel 5 gezeigt wird.
Im Jahr 2010 arbeitete sie wieder mit Sue Perkins zusammen, um ab dem 16. August 2010 den Kochwettbewerb The Great British Bake Off auf BBC Two zu moderieren. Später gab sie in einem Zeitungsinterview zu, dass sie die Show nur des Geldes wegen gemacht hatte, und teilte den Lesern mit, dass sie beinahe pleitegegangen wäre. Die Show wechselte für die fünfte Staffel von The Great British Bake Off zu BBC One und hat zahlreiche Preise gewonnen. In den Jahren 2012 und 2013 moderierte Giedroyc zwei Wohltätigkeitsserien für Sport Relief und Comic Relief mit Prominenten, die sich für wohltätige Zwecke engagierten. 2014 moderierte sie eine Folge von The Great Sport Relief Bake Off und 2015 eine Folge von The Great Comic Relief Bake Off.
Im März 2014 präsentierte Giedroyc Collectaholics, eine Miniserie für BBC Two. Ab Mai 2014 moderierte sie eine Staffel der Channel-4-Sendung Draw It!, die auf der mobilen App Draw Something basiert und von diesen entwickelt wurde. Im Mai 2014 präsentierten Giedroyc und die klinische Psychologin Jennifer Wild eine einmalige Sendung für BBC One mit dem Titel Vertigo Road Trip über Menschen mit Höhenangst. Petrina Cox beschrieb die Sendung in der Zeitschrift The Psychologist als „eine spannende und wertvolle Aufklärung für die breite Öffentlichkeit über die Natur von Angststörungen wie spezifischen Phobien. Sie wird Stigmatisierung abbauen, Hoffnung wecken und Menschen ermutigen, evidenzbasierte Behandlungen in Anspruch zu nehmen.“ Am 12. November 2014 moderierte Giedroyc als Gast eine Folge von The One Show mit Alex Jones.
Im Jahr 2015 sprach Giedroyc die Erählerin für die achtteilige BBC One-Serie Now You See It ein. Eine zweite Staffel wurde 2016 ausgestrahlt. Im Dezember 2015 spielte sie die Rolle der Frau Schmidt in The Sound of Music Live (2015), das auf ITV ausgestrahlt wurde. Im Januar 2015 bekamen Giedroyc und Perkins ihre eigene Talkshow auf ITV. Die Sendung mit dem Titel Mel and Sue lief 30 Folgen lang. Im August 2015 wurde bekannt gegeben, dass die Show nicht neu in Auftrag gegeben wurde. Im Februar 2015 moderierten Giedroyc und Matt Baker gemeinsam die vierteilige BBC One-Serie The Gift. 2017 folgte eine zweite Staffel. Giedroyc moderierte die Sky1-Primetime-Spielshow Relatively clever, die am 3. April 2015 begann. Im Mai 2015 kommentierte Giedroyc zusammen mit Scott Mills das Halbfinale des Eurovision Song Contest 2015 für das Vereinigte Königreich. Die Sendung wurde auf BBC Three ausgestrahlt.
Seit 2016 präsentierte die Moderatorin das Programm Eurovision You Decide – das britische nationale Auswahlverfahren für den ESC. Im September 2016 gab Love Productions bekannt, dass ein Dreijahresvertrag abgeschlossen wurde, um The Great British Bake Off ab 2017 auf Channel 4 statt auf der BBC auszustrahlen. Giedroyc und Perkins gaben bekannt, dass sie die Show im neuen Netzwerk nicht fortsetzen würden.
Im Jahr 2017 moderierte Giedroyc gemeinsam mit Graham Norton die Samstagabend-BBC-Show Let It Shine. Sie sprach für ITV als Moderatorin von The Secret Chef und moderierte zusammen mit Sue Perkins Let's Sing and Dance for Comic Relief auf BBC One. Im selben Jahr trat Giedroyc in der vierten Staffel von Taskmaster gegen Lolly Adefope, Hugh Dennis, Noel Fielding und Joe Lycett an. Seit Juni 2017 moderiert sie die Samstagabend-Unterhaltungsserie Pitch Battle für BBC One. Sie präsentiert außerdem die tägliche BBC Two-Spielshow Letterbox, von der sie seit 2017 45 Folgen moderiert hat. Am 23. Juli 2017 wurde bestätigt, dass Giedroyc und Perkins eine neue Version von The Generation Game für BBC One moderieren würden. Im November 2017 war sie zum ersten Mal Co-Moderatorin von Children in Need.
Am 13. Mai 2023 war Giedroyc neben Graham Norton britische Co-Kommentatorin beim Finale des Eurovision Song Contest. In Anlehnung an den polnischen Eurovision-Beitrag My Słowianie aus dem Jahr 2014 und Giedroycs eigene polnische Herkunft trat sie als langbeinige polnische Milchmagd auf und rührte hinter Moderatorin Hannah Waddingham anzüglich Butter, als Waddingham nach der Pause den Auftritt Armeniens ankündigte.
Im Januar 2025 nahm Giedroyc als Teeth an der sechsten Staffel der britischen Version von The Masked Singer teil, in der sie den achten Platz erreichte.

### Radio
Giedroyc trat 1994 in der Radio-4-Comedyserie The Skivers mit Nick Golson und Tim de Jongh auf. Im Juli 2000 nahm sie als Kandidatin an der von Sue Perkins moderierten Radiosendung The 99p Challenge teil.
Im August 2010 trat Giedroyc als einer seiner Co-Moderatoren in der Show von Dave Gorman auf Absolute Radio auf und vertrat dort Danielle Ward. Außerdem war sie in den Staffeln 4 bis 7 von Count Arthur Strong’s Radio Show! auf BBC Radio 4 zu hören. Seit dem 2. April 2011, mit der Umbenennung von Radio 7 in Radio 4 extra, moderiert Giedroyc die 4 O'Clock Show, eine Talkshow mit Themen rund um Kinderunterhaltung.
Seit dem 16. April 2016 moderiert sie samstags von 13 bis 15 Uhr eine Mittagsshow bei Magic Radio.
Am 6. September 2014 moderierte Giedroyc gemeinsam mit Lee Mack dessen Samstagmorgenshow auf BBC Radio 2.

### Weitere Arbeiten
Im November 2014 war Giedroyc Teil von Gareth Malones All Star Choir. Sie sang das Eröffnungssolo in der Coverversion des Chors von „Wake Me Up“, um Geld für die BBC-Organisation Children in Need zu sammeln. Am 3. und 10. November 2014 strahlte BBC One eine zweiteilige Dokumentation über den Chor aus. Am 16. November stieg die Single auf Platz eins der britischen Singlecharts ein.
Giedroyc moderierte vom 22. Januar bis 14. Februar 2016 die Strictly Come Dancing Live.21 Tour und trat am 17. September 2015 in der Rolle der dritten Erzählerin in The Rocky Horror Show Live auf, die live aus dem Londoner Playhouse Theatre in die Kinos in Großbritannien und Europa übertragen wurde.
2018 trat sie in der West End-Neuinszenierung des Stephen-Sondheim-Musicals Company Company in der Rolle der Sarah auf. Des Weiteren spielte sie die Beatrice in der Rose Theatre-Produktion von Shakespeares Viel Lärm um nichts aus dem Jahr 2018.
Giedroyc spielte die Rollen von Mrs. Edwards (Ehefrau des Hüters der Kronjuwelen des Vereinigten Königreichs) und einer „Kammerherrin“ von König Karl II. in Die Kronjuwelen, einem Theaterstück des Drehbuchautors Simon Nye, das 2023 im Garrick Theatre in London aufgeführt wurde und von Colonel Bloods Diebstahl der Juwelen im Jahr 1671 handelt.

## Privates
Giedroyc ist mit Ben Morris verheiratet, einem Fernsehregisseur und Lehrer an der LAMDA. Die beiden haben zwei Töchter.

## Filmographie (Auswahl)
- 2008–2011: Die Mannohnekopf Show (Sketch-Comedy-Show)
- 2010: Miranda (Sitcom, 1 Episode)
- 2010–2016: The Great British Bake Off (Backwettbewerb, 7 Staffeln)
- 2015: Eurovision Song Contest 2015 (Halbfinale)
- 2016: Eurovision Song Contest 2016 (Halbfinale)
- 2017: Let It Shine (Musikwettbewerb, 1 Staffel)
- 2017: Taskmaster (Spielshow, Staffel 4)
- 2017: Eurovision 2017: You Decide
- 2017: Eurovision Song Contest 2017 (Halbfinale)
- 2018: Eurovision 2018: You Decide
- 2018: Eurovision Song Contest 2018
- 2019: Eurovision 2019: You Decide
- 2023: Eurovision Song Contest 2023 (Finale)

## Bibliographie
- 2005: From Here to Maternity: One Mother of a Journey, Ebury Press, ISBN 978-0-09-189750-5 (Tagebuch basierend auf ihrer ersten Schwangerschaft).
- 2007: Going Ga-Ga: Is there life after birth?, Ebury Press, ISBN 978-0-09-190592-7 (Erfahrungsbericht als Mutter)
- 2021: The Best Things, Headline Review, ISBN 978-1-4722-5621-8 (Debütroman)